# バルトーク・ベーラ

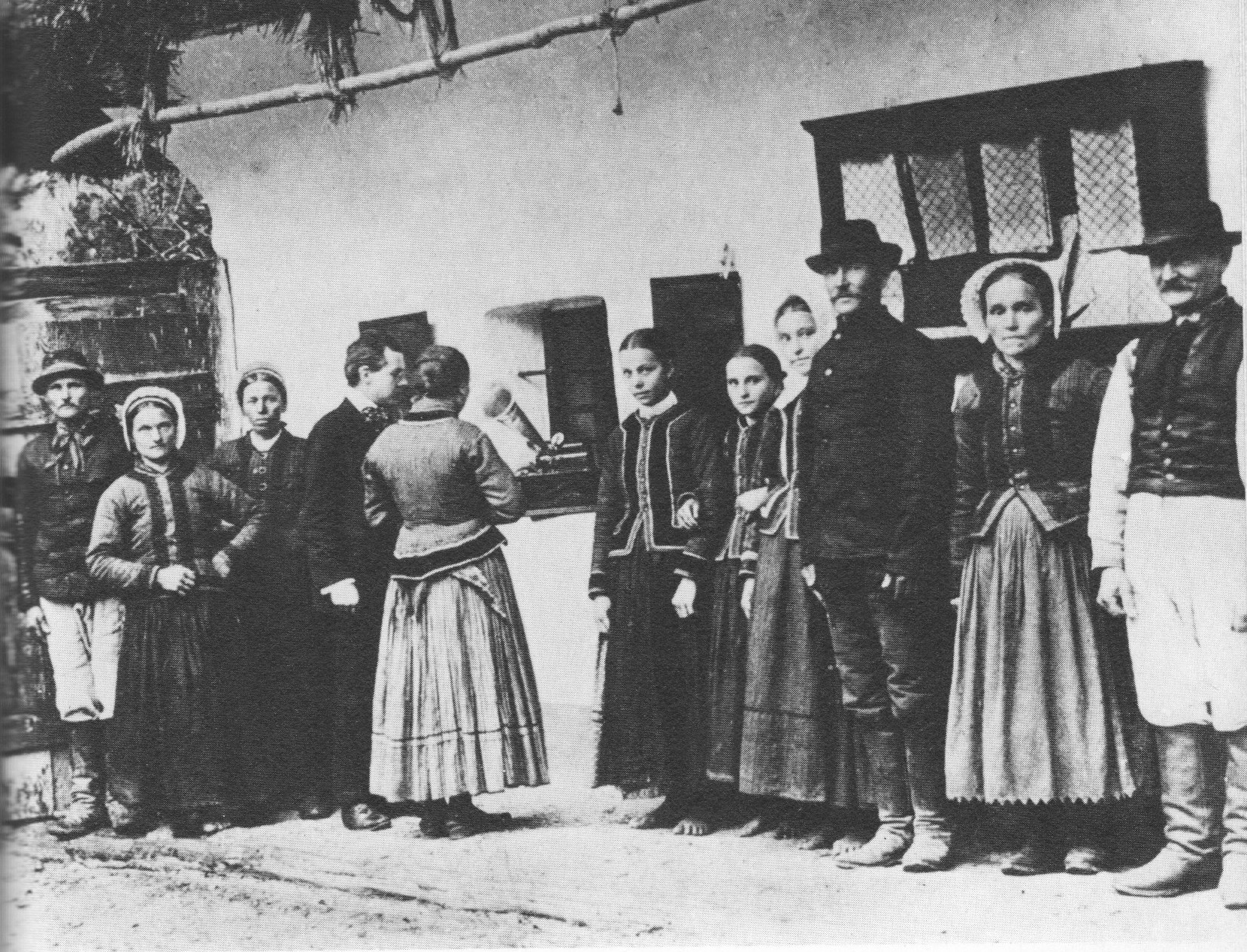
民謡を録音するバルトーク（1908年）

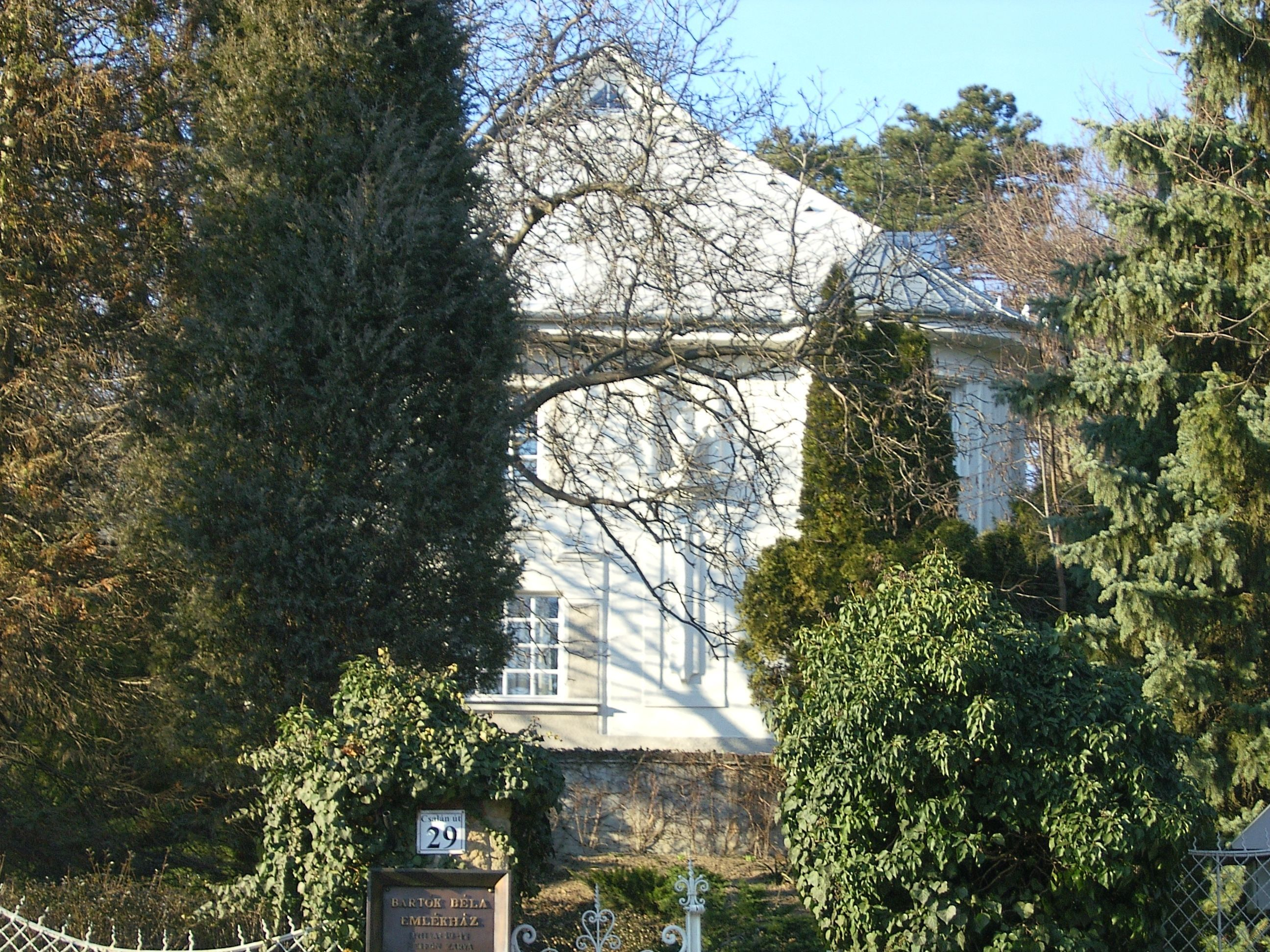
バルトーク・ベーラ記念博物館（ブダペスト）

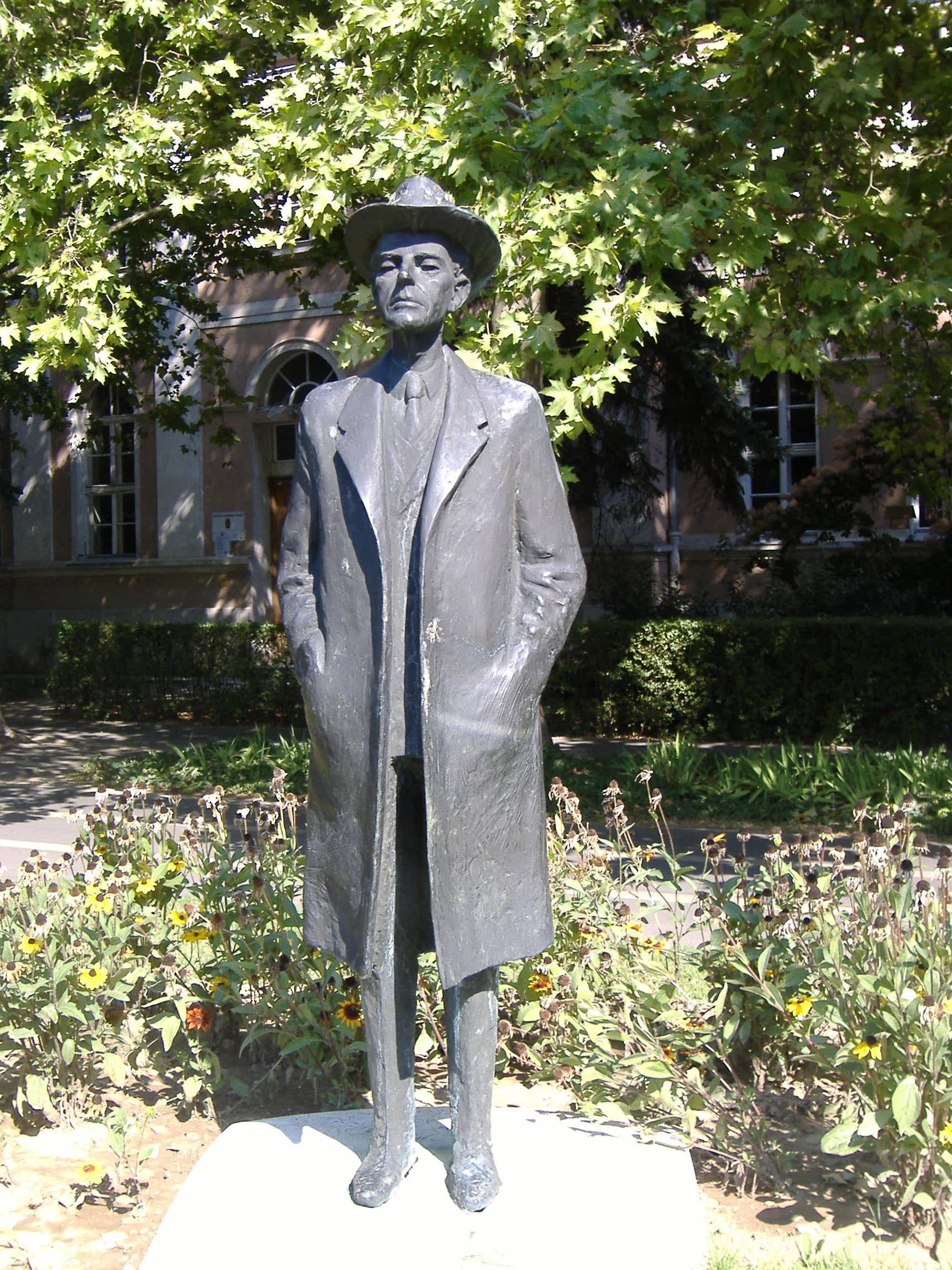
ブダペストの記念館内に設置されたバルトーク像

バルトーク・ベーラ・ヴィクトル・ヤーノシュ（Bartók Béla Viktor János [ˈbɒrtoːkˌbe̝ːlɒˈviktorˌjɑ̈ːnoʃ], 1881年3月25日 - 1945年9月26日）は、ハンガリー王国のバーンシャーグ地方のナジセントミクローシュに生まれ、ニューヨークで没したクラシック音楽の作曲家、ピアニスト、民俗音楽研究家。
作曲以外にも、学問分野としての民俗音楽学の祖の1人として、東ヨーロッパの民俗音楽を収集・分析し、アフリカのアルジェリアまで足を伸ばすなどの精力的な活動を行った。またフランツ・リストの弟子トマーン・イシュトバーン（1862年11月4日 - 1940年9月22日）から教えを受けた、ドイツ・オーストリア音楽の伝統を受け継ぐピアニストでもあり、コンサートピアニストやピアノ教師として活動した。ドメニコ・スカルラッティ、J・S・バッハらの作品の校訂なども行っている。

## 生涯

### 幼少期
1881年、ナジセントミクローシュ（現在のルーマニア、ティミシュ県のスンニコラウ・マレ）に農学校校長で同名の父バルトーク・ベーラ（1855年-1888年）とピアノ教師でドイツ系の母パウラ・ヴォイト（1857年 - 1939年。スロヴァキアのマルチン出身）の間に生まれる。父は町に音楽協会を設立するほどの熱心な音楽愛好家でもあり、自身でもピアノやチェロをたしなむ人物であった。母のパウラによれば、バルトークは病弱だったが、きちんと言葉をしゃべる前から母のピアノ演奏のダンスのリズムを区別し、3歳くらいから母のピアノ演奏に合わせて太鼓を叩き、4歳では自己流で40曲のピアノ曲を弾くなど音楽的素養を見せていた。そこで彼女は娘を出産した後の5歳頃から息子に正式なピアノ教育を始める。
7歳の時に父が病気（アジソン病だったと言われている）のため32歳で急死、ピアノ教師として一家を支えることとなった母の仕事の都合でナージセレーシュ（現在のウクライナ、ヴィノフラージウ）に転居、その後各地を転々とする。9歳前後から習作的なピアノ曲も書き始め、10歳の時にはピアニストとしての初舞台を踏むが、彼女は息子を天才少年ピアニストとして売り出す気はなく、まずは普通に教育を受けることになる。1893年に音楽活動の活発だったポジョニ（現在のスロヴァキアの首都、ブラチスラヴァ）に母と赴いた際、作曲家エルケル・ラスローに指導してもらう機会を得る。翌年、母がポジョニに仕事を得たため同地へ引っ越し、当地のギムナジウムに入学。エルンスト・フォン・ドホナーニと知り合い友人となる。

### 音楽家への道と民謡との出会い
学内でもピアニストやオルガニストとして活動し、ヨハネス・ブラームスの影響を受けた作曲活動にも取り組んでいたバルトークは、1898年にはウィーン音楽院に入学を許可される。しかし国際色豊かなウィーンよりもハンガリーの作曲家としての自分を意識すべきだというドホナーニの薦めに従い、翌年ブダペスト王立音楽院（後のリスト音楽院）に入学。作曲をハンス・ケスラー、ピアノをトマーン・イシュトヴァーンに指導を受ける。ここではワグネリアンの学長からリヒャルト・ワーグナーの洗礼を受けるが、既にブラームスの影響を脱して先に進もうとしていた彼に、ワーグナーは答えをくれなかったと回想している。
1902年、21歳の時にリヒャルト・シュトラウスの『ツァラトゥストラはこう語った』に強烈な衝撃を受け、交響詩『コシュート』を作曲。1848年のハンガリー独立運動の英雄コシュート・ラヨシュへの賛歌であった為、当時ハプスブルク帝政の支配下にあったブダペストの世論を騒がせた。1904年にはゲルリーツェプスタ（現在スロヴァキア領）で初めてトランシルヴァニア出身者の歌うマジャル民謡に触れる。
1905年、パリのルビンシュタイン音楽コンクールにピアノ部門と作曲部門で出場。作曲部門では入賞せず奨励賞の第2席、ピアノ部門では2位であった（優勝者はヴィルヘルム・バックハウス）。自分の人生をピアニストとして描いていたため、優勝を果たせずかなり落胆したようであるが、それ以上に作曲部門での結果の方がショックだったようである。また民謡について科学的アプローチを始めていたコダーイ・ゾルターンと出会い多大な影響を受ける。
1906年からコダーイやその他の研究者達と共にハンガリー各地の農民音楽の採集を始める。1913年にアルジェリアへ赴いた他は、専ら当時のハンガリー国内で民族音楽を採集していた。
1907年、26歳でブダペスト音楽院ピアノ科教授となる。ピアニストとして各地を旅するのではなく、ハンガリーに留まったことで、更なる民謡の採集が進み、民謡の編曲なども行う。この時点でも、彼の大規模な管弦楽作品はまだブラームスやリヒャルト・シュトラウス、さらにはドビュッシーの影響を感じさせるものであるが、ピアノ小品や親しかった女性ヴァイオリン奏者シュテフィ・ゲイエルに贈った『 ヴァイオリン協奏曲第1番』（ゲイエルの死後発表）の2楽章などでははっきりと民謡採集の影響が表れている。1908年の『弦楽四重奏曲第1番』にも民謡風要素が含まれている。またトマーンの紹介で知己を得ていたレオポルド・ゴドフスキー、バルトークの作品を評価したフェルッチョ・ブゾーニの推挙も得て、ピアニストとしてだけではなく作曲家としての名も次第に浸透し始める。

### スタイル確立と第一次世界大戦
1909年、ツィーグレル・マールタ（Ziegler Márta）と結婚。翌1910年には長男ベーラ（バルトーク・ジュニア）が生まれる。この年、フレデリック・ディーリアスと知り合い、彼の作品の影響も受ける。
1911年、ただ1つのオペラとなった『青ひげ公の城』を書き、ハンガリー芸術委員会賞のために提出したが、演奏不可能という事で拒絶された。結局この曲は1918年まで演奏されなかった。当時バルトークは、政治的見解から台本の作家バラージュ・ベーラの名を伏せるように政府より圧力をかけられていたが、これを拒否し、同時に自身の作品がなかなか顧みられない現状に疲れてしまい、ピアノ科教授以外の公的な立場から身を引いた。その後の人生でバルトークは民謡への愛着は別として、ハンガリー政府や組織とは深く関わらないようにしている。芸術委員会賞に失望した後2、3年の間、作曲をせず、民謡の収集と整理に集中していた。
1914年、第一次世界大戦の勃発により、民謡の収集活動が難しくなったため作曲活動に戻り、1914年から16年にかけてバレエ音楽『かかし王子』、1915年から17年には『弦楽四重奏曲第2番』を書いている（採集活動自体は1918年まで行っている）。1918年には『かかし王子』初演が成功し、ある程度国際的な名声を得た。引き続き『青ひげ公の城』が初演される。同年、レンジェル・メニヘールトの台本によるパントマイム『中国の不思議な役人』の作曲を開始する。1919年に成立したハンガリー評議会共和国では、教育人民委員から任命を受けた4人から構成される音楽生活指導部に参加した。しかし第1次世界大戦で敗戦国となったハンガリーはトリアノン条約による国土の大幅な縮小、更にハンガリー評議会共和国に関わったことでその後の政治の混乱に巻き込まれ、ピアニストや民俗音楽の研究家としての名声が高まるのとは裏腹に、本人としては不本意な時期が続く。
1921年から22年にかけてヴァイオリンのためのソナタを2つ書き、イェリー・ダラーニのヴァイオリンと自らのピアノで初演。更に彼女に同行してイギリスやフランスで演奏旅行を行う（この際、モーリス・ラヴェルやストラヴィンスキーと会っている）。これはそれまでに作曲した中で和声上、構成上最も複雑な作品である。また民謡的要素を自分の作品の中で生かすということに自信を深めたのか、それまで編曲作品と自作を区別するために付けていた作品番号を、ソナタ第1番の出版譜からは付けなくなった。

### 様々な活躍と、第二次世界大戦
1923年、42歳でツィーグレル・マールタと離婚し、ピアノの生徒であったパーストリ・ディッタ（Pásztory Ditta、当時19歳）と結婚。翌1924年には次男ペーテル（バルトーク・ペーテル、Bartók Péter）が誕生している（ペーテルは後年アメリカで録音技師として活躍し、父親の作品を中心に優秀な録音を世に出した。また楽譜の校訂にも大きな功績がある。）。
同じ1923年には、政府からの委嘱により、ブダペスト市政50年祭のために『舞踏組曲』を提出。この後、1926年にピアノ・ソナタや『ピアノ協奏曲第1番』などを発表するまで3年ほど作品を発表せず、民俗音楽の研究や演奏会活動にやや力を入れるが、1927年から翌年にかけて、彼の弦楽四重奏曲としてもっとも高い評価を受けている『弦楽四重奏曲第3番』と『弦楽四重奏曲第4番』を作曲した。またピアノ協奏曲第1番をヴィルヘルム・フルトヴェングラーの指揮と自らのピアノで初演する。その後も演奏家として1929年から30年にはアメリカやソヴィエトへの演奏旅行を行い、ヨゼフ・シゲティやパブロ・カザルスらと共演している。
1934年には音楽院ピアノ科教授の任から離れ、科学アカデミーの民俗音楽研究員となった。彼は長年作曲とピアニストとしての活動以外の時間を、自分や後進の研究者達が収集したコレクションの整理に取り組める環境を求めていたが、遂にそれを得て研究活動に没頭するようになった。作曲家としても1936年には、バーゼル室内管弦楽団を率いていたパウル・ザッハーの委嘱で彼の代表作として知られる『弦楽器、打楽器とチェレスタのための音楽』を作曲。翌年ザッハーの手で初演が行われた。
1939年には『弦楽四重奏曲第6番』を作曲したが、第二次世界大戦が勃発し、民俗音楽の研究を出来る環境を求めており、またその文化政策などからナチス嫌いでもあったバルトークは、同年の母の死を機にヨーロッパを去ることを考え始めていたことをうかがわせる作品となった。この頃、反ユダヤ主義者との対話の中で、自らの祖父ヤーノシュがユダヤ人だったことを示唆しているが、ヤーノシュはマジャル人の父とクロアチア人の母の間に生まれ、ユダヤ人ではなかった（ただし、ディッタ夫人はユダヤ系の血をひいている）。

### アメリカ移住と死
母親の死以前から、バルトークは政治的に硬化していくハンガリーを去り、自身のライフワークである民俗音楽の研究に打ち込める環境を求めて他国へ移住することも検討し始めていた。はじめはトルコのアンカラへの移住を検討するが環境が整わないことから断念した。最終的には1940年春にアメリカ合衆国への演奏旅行の際、友人達にアメリカへ移住の可能性を打診、彼らの協力でコロンビア大学の客員研究員として南スラブの民俗音楽の研究に取り組む手はずを整えると一旦帰国。10月8日にブダペストのリスト音楽院の大ホールで告別コンサートを開き、ハンガリー国鉄の技術者になっていた長男、そしてコダーイに後を託し、ザッハーやかつての恋人・ゲイエルなど友人達の助力を受け、妻と膨大な研究資料や自作資料と共にアメリカ合衆国へ移住した。なお、次男ペーテルは全寮制の学校に在学中のためハンガリーに残ったが1年後単身アメリカに渡り、その後アメリカ海軍の招集に応じた。
少々自己中心的でなかなか他人と打ち解けないタイプであったバルトークにとって、アメリカは決して居心地は良くなかったし、研究や講演以外はピアニストとして生計を立てるつもりだったとはいえ、作曲する気にもならなかったようで、演奏会活動を行う以外は、先のコロンビア大学での研究の他、ヨーロッパから持ち込んだ民俗音楽の研究に没頭していた。しかし1940年ごろから右肩周辺に痛みを感じるなどの不調があった健康状態は次第に悪化、1942年になると断続的に発熱を繰り返すようになった。1943年初頭にはついに入院してそれまでの活動を全て中断する。
フリッツ・ライナーなどアメリカ在住のバルトークの友人たちは、戦争で印税収入が滞るなど収入源の無くなってしまった彼を支援するため「作曲者・著作者・出版者の為のアメリカ協会 (the American Society for Composers, Authors, and Publishers) 」に医療費を負担させるよう働きかけ、更に当時ボストン交響楽団を率いていた指揮者セルゲイ・クーセヴィツキーに、彼の財団と夫人の思い出のための作品をバルトークに依頼させる。すると驚異的なスピードで『管弦楽のための協奏曲』を完成。この依頼があって作曲への意欲が引き起こされたようで、ヴァイオリン・ソナタを演奏会で取り上げる際にアドヴァイスを求めに来て親しくなったユーディ・メニューインの依頼で『無伴奏ヴァイオリンソナタ』にも着手し、1944年には両曲の初演にそれぞれ立ち会う。『子供のために』や『ミクロコスモス』の改訂版を出す出版社との新しい契約で収入面の不安もやや改善され、健康状態も小康を取り戻して民俗音楽の研究も再開した。しかし、その病は白血病だった。
1945年、『管弦楽のための協奏曲』の改訂を完成させた後、妻の誕生日プレゼントにしようと軽やかで新古典派的な『ピアノ協奏曲第3番』、ウィリアム・プリムローズから依頼された『ヴィオラ協奏曲』に着手するが、白血病の急性化のために9月26日にニューヨークのブルックリン病院で死去した（満64歳没）。死の4日前まで作曲を続けた前者は残り17小節のオーケストレーションが指示と共に遺され、草稿段階にとどまった後者とともに、友人でハンガリー系の作曲家シェルイ・ティボール（Sérly Tibór）によって補筆完成された。
遺体は「ナチスドイツや共産主義ソ連の名前が残っている内は祖国に埋葬しない」との遺言に基づき、ニューヨーク州ハーツデイルのファーンクリフ墓地に埋葬されたが、ハンガリー社会主義労働者党が一党独裁放棄を決めるなど民主化が進んだことから、ハンガリー在住の長男ベーラとアメリカ合衆国在住の次男のぺーテル、そして指揮者ゲオルク・ショルティらの尽力で亡骸が1988年7月7日ハンガリーに移送され、国葬によりブダペストのファルカシュレーティ墓地に埋葬された。現在ファーンクリフには記念碑が残されている。

## 作風
本人が「若い頃の私にとって、美の理想はベートーヴェンだった」と回想しているようにドイツ・オーストリア音楽の強い影響から出発したが、ハンガリー民族やハンガリー王国内の少数民族の民謡をはじめとした民俗音楽の収集とそれらについての科学的分析から、その語法を自分のものにしていった（同様の活動を行った先人にチェコのレオシュ・ヤナーチェクがいる）側面と、同時期の音楽の影響を受けた側面のバランスの中で作品を生み出す、という独自の道を歩んだ。ただし、彼の楽曲は民俗音楽の旋律やリズムだけではなく構造面も分析したうえで、なおかつソナタ形式など西洋の音楽技法の発展系を同時に取り入れて成立していることや、過去の音楽に目を向けて新しい音楽を生み出そうとした点など、音楽史的には新古典主義の流れの1人と位置付けても間違いではないだろう。
作品の変遷は大まかに以下のように区分できる。
- 1905年
ヨハネス・ブラームスやリヒャルト・シュトラウスの影響が強い、後期ロマン主義的な作風。ハンガリー民族としての意識を曲で表現しようとする作品もあったが、まだ先人達同様にジプシー音楽的な要素を取り入れる形であった。
1906年 - 1923年頃
盟友のコダーイ・ゾルターンと共に、当時のハンガリー王国の各地から民謡収集を行い、一方では民謡を編曲したピアノ曲などを作り、他方では民謡の語法を科学的に分析した形で自身の作品に活かし出した時期。また自身の作品には、民謡以外にもクロード・ドビュッシーやイーゴリ・ストラヴィンスキー、新ウィーン楽派など当時の最先端の音楽の影響も強く反映されている。
この末期には民謡の語法を消化し、独自のスタイルをほぼ確立する。
1926年 - 1930年頃
特に室内楽作品において尖鋭的な和声と荒々しいまでの強烈な推進力を持ちながら、緻密な構造を持つ数々の作品を生み出した。「無調的」ともいわれるが、本人は無調音楽は存在しないとの立場をとっており、この時期の作品でも調的中心は存在している。またバロック音楽や古典派の影響を如実に感じさせるなど、新古典主義の流れに乗っている面も見られる。
1930年 - 1940年
その前の時代と同様に緻密な楽曲構造を持ちながら、もう少し和声的にも明快で、より新古典的なスタイルを打ち出した時期。数々の傑作を発表している。
1943年 - 1945年
アメリカ時代。傾向としてはその前の時代の末期の延長線上にあり、細かい動機よりも旋律的な要素を重視する傾向がある。より明快、明朗に大衆に受ける方向へ変化したとも言われるが、曲によってはそれ以前の厳しい顔をのぞかせる。
なお、アメリカ移住前に手紙で吐露しているように「作曲は教えるものではないし、私には不可能です」という考えの持ち主で、その生涯で作曲を指導したのは盟友コダーイの妻シャーンドル・エンマくらいとされている（先述のシェルイを「弟子」とする記述も多いが、それは正しくない）。作曲の理論的な面についても自身ではほとんど明らかにしておらず、手紙で自身の音楽語法がハンガリー、ルーマニア、スロヴァキアの民俗音楽に強く影響をされていると書いている程度である。
そのため、彼の理論については様々な音楽学者たちが研究を行っており、ハンガリーの音楽学者レンドヴァイ・エルネーは、バルトークは機能和声の代理和音を拡張することで12半音階を等質に扱う「中心軸システム」や、作品の構成（楽式）から和音の構成に至るまで黄金分割を基礎に置き、そのためにフィボナッチ数列を活用したとの論文を発表している。ただし、前者はともかく後者については当てはまらない作品がかなりあり、この説の妥当性を支持するスケッチの書き込みや計算メモ等が見当たらないため、現在ではハンガリー国内・国外いずれにおいても、専門の研究者でこの説を支持する人はあまり多くない。

## ピアニストとして
身長165センチ程度と体格的には決して大柄ではなかったが、手はかなり大きかった。そしてヴィルトゥオーゾとして自身の未来を思い描くほどの実力を持つリスト直系の弟子であり、晩年までピアニストとしての活動も行った。手紙などでは伴奏家としての腕前も自負していたようで、多くのソリストとの共演歴もある。自作自演やリストのピアノ曲のスタジオ録音、1940年にはシゲティと共演した演奏会でベートーヴェンの『「クロイツェル・ソナタ 』、『ドビュッシーのヴァイオリンソナタ』などのライヴ録音などを残しており、彼の演奏はCDなどで聴くことが出来る。
ドイツ・オーストリア音楽をレパートリーとしていたが、スカルラッティの編纂を行って自ら演奏したり、自らに多大な影響を与えたドビュッシーの作品も多く取り上げていた。自作のピアノ曲も自身が演奏会に取り上げるために書かれたものが少なくない。
また作曲は教えなかったが、ピアノ教育には熱心だった。自作でも教育のための作品は重要な位置を占めており、リスト音楽院ではピアノの教授として多くの弟子を育てた。シャーンドル・ジェルジやリリー・クラウス、ゲザ・アンダなどのピアニストを直接指導したほか、指揮者のアンタル・ドラティや、作曲家でバルトークの民俗音楽研究の助手も務めたヴェレッシュ・シャーンドルなどがピアノの弟子である。また、指揮者ゲオルク・ショルティは直接の弟子ではなかったが、指導教授の代役として一時バルトークのピアノのレッスンを受けたことがあったことを回想している。

## 年譜
- 1881年 3月25日、ナジセントミクローシュに生まれる。母によれば、子供のころから音楽への才能を見せていたという。
- 1885年（4歳） 7月11日に妹、エルザ（- 1955年9月11日）が生まれる。
- 1888年（7歳） 8月4日に父が死亡。
- 1894年（13歳） ポジョニへ引っ越し、当地でギムナジウムに通う。
- 1899年（18歳） ブダペスト王立音楽院に入学。
- 1902年（21歳） 交響詩『コシュート』を作曲。世論を騒がせる。
- 1903年（22歳） 4月13日に故郷ナジセントミクローシュで初の公開リサイタルを行う。プログラムはシューマンの『ピアノソナタ第3番』や自作など。12月にベルリンでデビューリサイタルを行い、ブゾーニやゴドフスキーから称賛される。
- 1904年（23歳） 初めてマジャール民謡に触れる。11月に妹が結婚。
- 1905年（24歳） 妹夫婦の住んでいたヴェーステーで民謡採集を行う。ルビンシュタイン音楽コンクールにピアノ部門と作曲部門で出場、ピアノ部門2位。秋にコダーイ・ゾルターンと知り合う。
- 1906年（25歳） コダーイと連名で組織的民謡研究の必要性を説くアピールを発表。夏から彼や他の研究者と共にハンガリー各地の農民音楽を採集し始める。
- 1907年（26歳） トマーンの後任としてブダペスト音楽院ピアノ科教授に就任。教育者として働く傍ら、長期休暇時に民謡の採集を進める。
- 1908年（27歳） ピアノ曲『14のバガテル』や『弦楽四重奏曲第1番』を作曲。前者は自筆譜を見せに行ったブゾーニから「やっと新しい音楽が聴ける」と高い評価を受ける。
- 1909年（28歳） ツィーグレル・マールタ（Ziegler Mártá 1893年 - 1967年5月14日）と結婚。
- 1910年（29歳） 8月22日、長男ベーラJr（- 1994年6月17日）誕生。
- 1911年（30歳） ハンガリー芸術委員会賞のために『青ひげ公の城』を作曲するも演奏を拒否される。公的な立場から身を引き、民謡の収集と整理に集中。
- 1913年（32歳） ハンガリー以外に、6月にはアルジェリアにて民謡採集。
- 1914年（33歳） 第1次世界大戦勃発。作曲活動に戻り、『かかし王子』の作曲にとりかかる。
- 1917年（36歳） ユニテリアン教会の信徒となる。5月12日にバレエ『かかし王子』がブダペスト歌劇場で初演され大成功。
- 1918年（37歳） オーストリアのウニヴェルザール出版社と楽譜出版契約を結ぶ。『青ひげ公の城』初演。『中国の不思議な役人』作曲開始。
- 1919年（38歳） クン・ベーラらによるハンガリー革命に際し音楽監理委員会に参加。その後のホルティ・ミクローシュによる反革命によりハンガリーは混乱する。
- 1920年（39歳） ハンガリーの混乱から移住を検討、2月から5月まで音楽院から休暇をもらい比較音楽学の盛んだったベルリンに赴くが断念する。アメリカからハンガリー民謡についての論文の依頼を受け執筆し、これを書籍にまとめることを企図する。
- 1921年-1922年 （40歳-41歳）古い知り合いだったイェリー・ダラーニと再会。彼女と共演するために『ヴァイオリンソナタ第1番』を書きあげ、イギリスやフランスで演奏旅行を行う。
- 1923年（42歳） 6月にマールタと離婚。遅くとも8月には生徒のパーストリ・ディッタ（Pásztory Ditta　1903年10月31日-1982年11月21日）と結婚。『ヴァイオリンソナタ第2番』『舞踏組曲』を作曲。
- 1924年（43歳） 2月に国際現代音楽協会のチューリヒの音楽祭に審査員として参加。7月31日に次男ペーテル（- 2020年12月7日）誕生。『ハンガリー民謡』がハンガリーで出版。翌年にドイツ語版出版。10月24日にブカレストでヴァイオリニスト・作曲家のジョルジェ・エネスクと自作の『ヴァイオリンソナタ第2番』で共演。
- 1925年（44歳） 作曲家としては作品を発表せず、ピアニストとしてイタリアやオランダで演奏会を行う。
- 1926年（45歳） 夏から作曲活動を再開。『ピアノソナタ』、『ピアノ協奏曲第1番』などを手がける。『中国の不思議な役人』のケルンでの世界初演に立ち会うが、初日のみで中止の大スキャンダルになる。
- 1927年（46歳） 『ピアノ協奏曲第1番』をフルトヴェングラーの指揮で初演。『弦楽四重奏曲第3番』を作曲。
- 1928年（47歳）前年末から2月末まで演奏旅行で初めてアメリカを訪れる。『弦楽四重奏曲第4番』、2曲の『ヴァイオリンとピアノのためのラプソディ』作曲。
- 1929年-1930年（48歳-49歳） ソヴィエトへ演奏旅行。ヨゼフ・シゲティやパブロ・カザルスらと共演。帰国後『ピアノ協奏曲第2番』を作曲。
- 1931年（50歳） 1月にスペイン旅行。夏は国際連盟の国際知的協力委員会の委員に選ばれてジュネーブの会議に参加し、モントゼーで行われた夏期講習会でピアノ講師を行うかたわら旧作ピアノ曲のオーケストラ編曲を行う。ヴァイオリン教育家エーリヒ・ドフレインの求めに応じて『44のヴァイオリン二重奏曲』を作曲。『ハンガリー民謡』英語版出版。
- 1932年（51歳） パウル・ヒンデミットらと共にカイロで行われたアラビア音楽会議に参加。後に『ミクロコスモス』となるピアノ練習曲集の構想を初めて公に語る。
- 1933年（52歳） 1月23日に『ピアノ協奏曲第2番』の初演をフランクフルトで行う。これがドイツでの最後の公開演奏だった。
- 1934年（53歳） 4月にストックホルムに演奏旅行。夏に『弦楽四重奏曲第5番』作曲。9月から音楽院を去り、科学アカデミーの民俗音楽研究員就任。
- 1936年（55歳） 5月2日にヴァイオリニストのザトゥレツキー・エデと共に故郷に近いティミショアラで演奏会を行う。これが生前最後の帰郷となった。6月末にパウル・ザッハーから委嘱を受け、夏一杯をかけて『弦楽器、打楽器とチェレスタのための音楽』作曲。11月にはトルコへの演奏旅行と講演、民俗音楽採集を行う。
- 1937年（56歳） 1月に『弦楽器、打楽器とチェレスタのための音楽』の初演に立ち会うためスイス旅行。8月から『ヴァイオリン協奏曲第2番』の作曲を始める（翌年末に完成）。
- 1938年（57歳） オーストリア併合に際し、ウニヴェルザール出版社との契約をあきらめ、同社のロンドン代理店業務を担当していたイギリスのブージー・アンド・ホークスと契約を結ぶ。
- 1939年（58歳） アフメト・アドナン・サイグンを通してトルコのアンカラへ移住する可能性を探るが、思うような返事は得られず。『弦楽のためのディヴェルティメント』『弦楽四重奏曲第6番』作曲。母没。
- 1940年（59歳） 5月から6月にかけてアメリカ合衆国で演奏会。10月には夫妻でリスボン経由で同国へ移住。コロンビア大学から民俗音楽研究についての名誉博士号を授与され、客員教授として民俗音楽の研究を開始。
- 1943年（62歳） ハーバード大学での連続講演期間中に白血病により入院。『管弦楽のための協奏曲』を完成。『無伴奏ヴァイオリンソナタ』にも着手。
- 1944年（63歳） 『無伴奏ヴァイオリンソナタ』、『管弦楽のための協奏曲』初演。
- 1945年（64歳） 9月26日、ニューヨークにて没。完成寸前の『ピアノ協奏曲第3番』、スケッチのみの『ヴィオラ協奏曲』を遺す（いずれもシェルイ・ティボールにより補筆完成）
- 1967年 アメリカまで持ち込んで死の直前に完成させた『ルーマニア民俗音楽』の刊行開始（1975年に完結。全5巻）。
- 1988年7月7日 ハンガリー国葬。ゲオルク・ショルティにより遺骨が母国へ持ち帰られる。

## 作品
バルトークは「作品番号」を習作の時点からつけており、「Op.1」と付記されている作品は3つある。その3つめである1904年の『ピアノのためのラプソディ』以降はオリジナルの作品には作品番号を付け、民謡からの編曲作品には付けないというルール付けを行った。しかし前述のように『ヴァイオリン・ソナタ第1番』の出版の際からこれを止める。このような事情から後年学者達が習作なども含めて分類した番号が付けられることも多く、少なくとも3種類の体系がある。ここではハンガリーの作曲家セールレーシ・アンドラーシュが作成した「バルトークの音楽作品と音楽学論文の目録」での付番「Sz.」を付記する。

### 交響曲
- 交響曲変ホ長調 1902年-1903年 Sz.16 ※未完で楽譜自体紛失。スケルツォ楽章のみ現存（Sz.17）

### 管弦楽曲
- 交響詩『コシュート』 (1903年) Sz.21
- 管弦楽のための組曲第1番 (1905年、1920年改訂) Op.3 Sz.31
- 小管弦楽のための組曲第2番 (1905年-1907年、1943年改訂) Op.4 Sz.34
- 管弦楽のための2つの肖像 (1907年-1911年) Op.5 Sz.37
  - 第1曲はヴァイオリン協奏曲第1番の第1楽章を流用。第2曲はピアノ曲『14のバガテル』最終曲の編曲
- 管弦楽のための2つの映像 (1910年) Op.10 Sz.46
- ルーマニア舞曲 (1910年) Sz.47a
  - 『2つのルーマニア舞曲』の第1曲を編曲
- 4つの小品 (作曲1912年、管弦楽化1921年) Op.12 Sz.51
- ルーマニア民俗舞曲 (1917年) Sz.68
  - ピアノ版（Sz.56）の編曲
- 舞踏組曲 (1923年) Sz.77
- トランシルヴァニア舞曲 (1931年) Sz.96
  - ピアノ曲『ソナチネ』の編曲
- ハンガリーの風景 (1931年) Sz.97
  - ピアノ曲集の『10のやさしい小品』『3つのブルレスク』『4つの挽歌』『子供のために』より5曲を抜粋して編曲
- 9つのハンガリーの農民歌 (1933年) Sz.100
  - ピアノ曲『15のハンガリー農民歌』の後半9曲を編曲
- 弦楽器、打楽器とチェレスタのための音楽 (1936年) Sz.106
- 弦楽のためのディヴェルティメント (1939年) Sz.113
- 管弦楽のための協奏曲 (1943年) Sz.116

### 協奏曲
協奏曲に類するものも含む。
- ピアノと管弦楽のためのラプソディー (1904年) Op.1 Sz.27
  - 『ピアノのためのラプソディー』の編曲
- ピアノと管弦楽のためのスケルツォ（ブルレスク）(1904年) Op.2 Sz.28
- ヴァイオリン協奏曲第1番 (1907年-1908年) Sz.36
- ピアノ協奏曲第1番 (1926年) Sz.83
- ヴァイオリンとオーケストラのためのラプソディー 第1番 (1928年) Sz.87
  - 『ヴァイオリンとピアノのためのラプソディー 第1番』の編曲
- ヴァイオリンとオーケストラのためのラプソディー 第2番 (1928年、1944年改訂) Sz.90
  - 『ヴァイオリンとピアノのためのラプソディー 第2番』の編曲
- ピアノ協奏曲第2番 (1930年-1931年) Sz.95
- ヴァイオリン協奏曲第2番 (1937年-1938年) Sz.112
- 2台のピアノと打楽器のための協奏曲1940年 Sz.115
  - 『2台のピアノと打楽器のためのソナタ』の編曲
- ピアノ協奏曲第3番 (1945年) Sz.119
  - 残り17小節の管弦楽についてのみティボール・シェルイが補筆
- ヴィオラ協奏曲 (1945年) Sz.120
  - 未完。ティボール・シェルイによって完成。他にも複数のバージョンがある。

### 舞台作品
- オペラ『青ひげ公の城』 (1911年) Op.11 Sz.48
- バレエ『かかし王子』 (1914年-1916年、1931年改訂) Op.13 Sz.60
  - 改訂時に一部を抜粋した演奏会版を作成している
- パントマイム『中国の不思議な役人』(1918年-1924年、1931年改訂) Op.19 Sz.73
  - 一部をカットした演奏会版がある。

### 室内楽曲
- 弦楽四重奏曲第1番 (1908年-1909年) Op.7 Sz.40
- 弦楽四重奏曲第2番 (1915年-1917年) Op.17 Sz.67
- ヴァイオリン・ソナタ第1番 (Vn.&Pf) (1921年) Sz.75
  - 初演時のプログラムにはOp.21とあったが、出版時に削除。
- ヴァイオリン・ソナタ第2番 (Vn.&Pf) (1922年) Sz.76
- 弦楽四重奏曲第3番 (1927年) Sz.85
- ヴァイオリンとピアノのためのラプソディー 第1番 (1928年) Sz.86
  - ヨゼフ・シゲティに献呈
- チェロとピアノのためのラプソディー 第1番 (1928年) Sz.88
  - 演奏会で共演したパブロ・カザルスのためにヴァイオリンからチェロ用に編曲
- ヴァイオリンとピアノのためのラプソディー 第2番 (1928年、1944年改訂) Sz.89
  - ゾルターン・セーケイに献呈
- 弦楽四重奏曲第4番 (1928年) Sz.91
- 44のヴァイオリン二重奏曲 1931年 Sz.98
- 弦楽四重奏曲第5番 (1934年) Sz.102
- 2台のピアノと打楽器のためのソナタ (1937年) Sz.110
- ヴァイオリンとクラリネットとピアノの為のコントラスツ 1938年 Sz.111
  - シゲティとベニー・グッドマンに献呈
- 弦楽四重奏曲第6番 1939年 Sz.114
- 無伴奏ヴァイオリン・ソナタ 1944年 Sz.117
  - ユーディ・メニューインに献呈

### ピアノ曲
ピアニストで教育者でもあったバルトークは、ここに挙げた以外にも多数の作品（教則本含む）がある。
- ピアノのためのラプソディー (1904年) Op.1 Sz.26
- 14のバガテル (1908年) Op.6 Sz.38
- 10のやさしい小品 (1908年) Sz.39
- 2つのエレジー (1908年) Sz.41
- 子供のために (1908年-1910年) Sz.42
  - ハンガリーとスロヴァキアの民謡をもとにした子供の教育用教本。生前から教育用作品・演奏会向け作品として高く評価され、バルトーク自身も1943年に改訂する以前から何度も手直しをしている。
- 2つのルーマニア舞曲 (1910年) Op.8a Sz.43
- 4つの挽歌 (1910年) Op.9a Sz.45
- 3つのブルレスク (1911年) Op.8c Sz.47
- アレグロ・バルバロ (1911年) Sz.49
  - 題名はフランスの新聞にバルトークとコダーイの作品の演奏会時に「ハンガリーの若き2人の野蛮人」と書かれたことに対する皮肉。
- ピアノの初歩 (1913年) Sz.53
- ソナチネ (1915年) Sz.55
- ルーマニア民俗舞曲 (1914年) Sz.56
- ルーマニアのクリスマス・キャロル (1915年) Sz.57
- ピアノのための組曲 (1916年) Op.14 Sz.62
- 15のハンガリーの農民の歌 (1918年) Sz.71
- ハンガリー民謡による8つの即興曲 (1920年) Op.20 Sz.74
- ピアノ・ソナタ (1926年) Sz.80
- 組曲『戸外にて』 (1926年) Sz.81
- 9つのピアノ小品 (1926年) Sz.82
  - 8曲目に「タンバリン」という曲があるが、バルトークがスペインを訪れた際の印象を元にしたものとも言われている。
- ミクロコスモス (1926年-1939年) Sz.107
  - ピアノ教本であると同時に小曲集。初心者から上級者に向けての段階的な構成と、バルトークの確立した独自の音楽語法が特徴。

### 声楽曲
ここに挙げた以外にも多数。
- 民謡様式による3つの歌 (1904年) Sz.24
- ハンガリー民謡 (1906年-1907年) Sz.33
- 5つの歌曲 (1915年) Sz.61
- エンドレ・アディの詞による5つの歌曲 (1915年) Sz.62
- 8つのハンガリー民謡 (1908年-1916年) Sz.64
- 村の情景 (1924年) Sz.78
- 室内管弦楽と女声合唱のための『3つの村の情景』 (1926年) Sz.79
  - 『村の情景』より3曲を抜粋し、伴奏を管弦楽化したもの
- 4つのハンガリー民謡 (1930年) Sz.93
- カンタータ・プロファーナ 1930年 Sz.94
- 声とオーケストラのための5つのハンガリー民謡 (1933年) Sz.101